# ティム・ブレイク
ティム・ブレイク（Tim Blake、1952年2月6日 - ）は、キーボーディスト、シンセサイザー奏者、ボーカリスト、作曲家としてゴング、ホークウインドなどで活動し、フランスのライト・アーティストであるパトリス・ウォーレナーとともに、クリスタル・マシーンとしてシンセサイザーとライトによるパフォーマンスを行っている。
ブレイクはマーキー・スタジオにてデヴィッド・アレンと出会った。マーキー・スタジオでは、1971年にアレンの最初のソロ・アルバム『バナナ・ムーン』を録音していた。セッションの終わりに、アレンはブレイクをゴングのサウンド・ミキサーとして招いたが、ブレイクは自分の音楽に取り組むことを好んだ。最終的に1972年9月、バンドのシンセサイザー奏者としてゴングにフルタイムで参加することとなり、シンセサイザーをスタジオからステージへと持ち出した最初のメンバーの1人になった。彼は「ラジオ・グノーム・インヴィジブル三部作」の3枚のアルバムすべてに参加している。『フライング・ティーポット』『エンジェルス・エッグ』『ユー』は、実際、アレンとジリ・スマイスのパートナーシップを除けば、3枚の「三部作」アルバムすべてに作品を提供した唯一の作曲家であり、ゴングの最も重要な作曲家の1人となっている。彼は1975年初頭にゴングを脱退した。
ブレイクはクリスタル・マシーン名義でソロ・キャリアを開始し、1977年の『クリスタル・マシーン』、1978年の『ニュー・イェルサレム』という2枚のソロ・アルバムを制作し、ヨーロッパや日本で多くのステージ・パフォーマンスを行い、1979年のグラストンベリー・フェスティバルで最高潮に達した。
1979年の後半、ブレイクは別の有名な「スペース・ロック」のバンドであるホークウインドと合流した。ホークウインドには、1979年から1980年までの短い期間で在籍し、その10年前には結成を支援し、その後も散発的に再参加した。2007年11月以来、ブレイクはホークウインドとフルタイムでコラボレーションしており、テルミンや彼が「バーチャル・リードギター」と呼んでいる楽器で演奏している。
彼は1977年5月、1995年5月、2006年11月のアムステルダム・メルクウェッグで開催された第3回ゴング・ファミリー・アンコンベンション（Uncon）における、それぞれ1回限りのコンサートにて、ゴングの「クラシック時代」のラインナップと再結成を行った（2006年時は、2005年5月に亡くなったピエール・ムーランを除く）。
ブレイクのディスコグラフィには、ティム・ブレイク＝クリスタル・マシーンとしての8枚のソロ・アルバムを含む、25を超えるタイトルがあり、そのすべてのソロ・アルバムをレコード市場から削除し、自分のウェブサイトからMP3としてダウンロードできるようにすることを好んだ。
ブレイクはホークウインドとの仕事だけでなく、パトリス・ウォーレナーとのクロモリス・イルミネーション・システムの仕事も続けており、ジャン＝フィリップ・リキエルとのコンサートも行っている。
ブレイクは現在、フランスのポワトゥー地方に暮らしている。

## ディスコグラフィ

### ソロ・アルバム
- 『クリスタル・マシーン』 - Crystal Machine (1977年)
- 『ニュー・イェルサレム』 - Blake's New Jerusalem (1978年)
- Waterfalls in Space (1979年) ※2007年にデジタルで再発
- Magick (1991年)
- The Tide of the Century (2000年)
- Caldea Music II (2002年)
- Live Waterfalls in Space (2006年)
- 『NOGGI TAR』 - Noggi 'Tar (2012年)
- 『LIGHTHOUSE - AN ANTHOLOGY 1973 - 2012』 - Lighthouse- an Anthology 1973-2012 (2018年) ※3CD&1DVDコンピレーション

### ゴング
- 『フライング・ティーポット』- Flying Teapot (1973年)
- 『エンジェルス・エッグ』- Angel's Egg (1973年)
- 『ユー』- You (1974年)
- 『LIVE ETC. (ライヴ)』 Live etc (1977年) ※1973年から1975年にかけてのライブ音源を編集したアルバム
- 『ゴングよ 永遠なれ』 - Gong Est Mort (1977年) ※ライブ。旧邦題『ゴングは死んだ!』
- 『ライヴ・アット・シェフィールド '74』 - Live at Sheffield '74 (1990年) ※ライブ
- 『ライヴ・オ・バタクラン '73』 - Live au Bataclan 1973 (1990年) ※ライブ
- 『ザ・ピール・セッションズ』 - Pre-Modernist Wireless: The Peel Sessions (1995年) ※ライブ